# Brian Vandborg
Brian Bach Vandborg (nascido em 4 de dezembro de 1981) é um ex-ciclista dinamarquês que competiu como profissional entre 2004 e 2013.

## Carreira
Ao longo de sua carreira, Vandborg competiu para Team CSC (duas vezes), Discovery Channel, Team GLS, Liquigás-Doimo, SpiderTech-C10 e Cannondale.
Em 2004, fez o salto para o profissionalismo, alinhando para a equipe CSC, depois de ser proclamado campeão da Dinamarca no contrarrelógio sub-23, em 2002 e 2003.
Defendeu as cores da sua nação competindo em duas provas de ciclismo nos Jogos Olímpicos de Pequim 2008. Não conseguiu completar a prova de estrada e terminou em 32.º no contrarrelógio individual.
Vandborg se aposentou no final da temporada de 2013, depois de dez anos como profissional.